# Клан Гантер

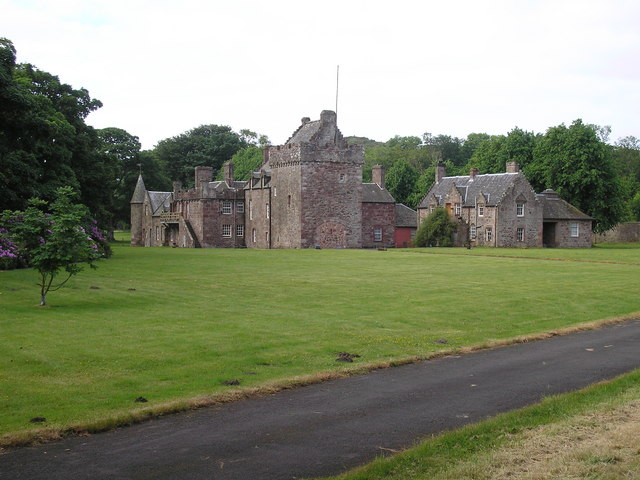
Замок Гантерстон - історична резиденція вождя клану Гантер.

Клан Гантер (шотл. - Clan Hunter, гельск. - Clann an t-Sealgair,  Clan Mac an t-Sealgair ) - клан Хантер, клан ан т-Шелгайр, клан Мак ан т-Шелгайр - один з кланів рівнинної частини Шотландії - Лоуленду.
Гасло клану: Cursum perficio - Я завершую (лат.)
Землі: Гантерс Тоун, Айршир
Історична резиденція вождя клану: Замок Гантерстон (шотл. - Hunterston Castle.)
Резиденція вождя клану: Замок Трерддур-Бей (вал. - Trearddur Bay)
Вождь клану: Паулін Наталі Муллен Гантер Ганрерстон (шотл. - Pauline Natalie Mullen Hunter Hunterston)

## Історія клану Гантер

### Походження клану Гантер
Традиційно предком клану Гантер вважається Ролло - вікінг, що оселився біля Парижу в 896 році. Його нащадки служили єгерями багатьом королям, герцогам та графам. Нащадки Ролло були в оточенні королеви Матільди - дружини короля Вільгельма Завойовника. Але історики не знаходять нащадків Ролло серед тих лицарів, що підкорили разом з Вільгельмом Завойовником Англію.
Предки клану Гантер прийшли в Шотландію разом з королем Давидом І. Лицарі Гантер служили королю і отримали за службу землі, що були названі Гантерс Тоун (гельск. - Hunter's Toune).
У 1296 році Айлмер ле Гантер (гельск. - Aylmer le Hunter) з графства Айр підписав «Рагман Роллс» - присягу на вірність королю Англії Едварду І Довгоногому як і дуже багато вождів шотландських кланів після англійського завоювання Шотландії.
2 травня 1374 року король Шотландії Роберт II вручив Вільяму Гантеру грамоту на володіння землями нагородивши його за вірну службу. Приводом для вручення грамоти був дріб’язковий борг короля в кілька срібляників вождю клану Гантер, що виник в Гантерстоні на свято П’ятидесятниці. На честь цієї події лерд Гантестон - вождь клану Гантер зберігає срібні пенні, що були виготовлені в часи правління короля Роберта II та Георга V. Вільям Гантер був Х вождем клану Гантер з Гантерстона.  У більш ранніх записах Вільям та Норман Гантер використовують латинську форму імені - Venator - Венатор.

### XV - XVI століття
Клан Гантер був спадковим охоронцем королівських лісів Арану, Мози та Малої Кумбри в XV столітті. Клан має величезний список людей з клану Гантер, що займали посади королівських лісничих в Англії та Нормандії ще до того, як клан прийшов в Шотландію.
У XVI столітті люди клану Гантер були переважно на військовій службі. Джон Гантер - XIV лерд Гантер загинув під час битви під Флодден у 1513 році. Його син Роберт Гантер був хворим і непридатним до військової служби. Король Шотландії Джеймс V звільнив його від військового обов’язку у 1542 році за умови, що він відправить свого старшого сина на службу королю. Його син Манго Гантер пішов на військову службу і загинув у битві під Пінкі-Клев у 1547 році.

### XVII століття
Наступні покоління вождів клану Гантер були більш мирними лердами, жили в своїх маєтках і займалися сільським господарством та справами оренди землі. Роберт Гантер - син XX лерда Гантер отримав освіту в університеті Глазго в 1643 році і займав державні посади в Західному Кілбрайді. Він купив собі землю і заснував нову септу клану Гантер Кіркленд.
Онук XX лерда Гантер - інший Робер Гантер служив під прапорами герцога Мальборо, був губернатором Вірджинії, потім губернатором колонії Нью-Йорк.

### XVIII - ХІХ століття
У XVIII столітті клан мав серйозні фінансові проблеми. Ці фінансові проблеми вирішив ще одним Робертом Гантером - молодшим сином XXII лерда Гантер. Він був хорошим господарем маєтку і він вдало зайнявся господарством. Його дочка - Елеонора вийшла заміж за свого двоюрідного брата Роберта Колдуелла. Він прийняв прізвище Гантер і був добрим господарем на землях клану. Він перебудував замок Гантерстон в такому вигляді він зберігся і до сьогодні. Їхній син мав двох дочок: Джейн Гантер, що одружилась з Гулдом Вестоном та Елеонору Гантер, що одружилася з Робертом Вільямом Кохран-Патріком.

### XX століття
Джейн Гантер-Вестон померла у 1911 році, їй успадкував син - сер Ейлмер Гантер-Іестон, що служив під проводом Кітченера під час Єгипетської війни у 1896 році. Він брав участь в англо-бурській війні. Під час Першої світової війни він був в англійському експедиційному корпусі, був у складі десанту в Галліполі, командував 8-ю армією у Франції.
XXVIII лердом Гантер була Елеонора Гантер. Вона вела боротьбу проти будівництва атомної електростанції біля земель Гантер, судилася, але програла суд.
XXIX вождь клану Гантер - Ніл Гантер Гантерстон вів боротьбу проти індустріалізації Шотландії, був відомим спортсменом-яхтсменом, брав участь в Олімпійських іграх, виграв срібну медаль в Мельбурні у 1956 році. Крім того він був експертом зі стрільби з лука.
Нинішнім XXX вождем клану Гантер є жінка лерд Поліна Гантер Гантерстон.

## Замки клану Гантер
800 років резиденцією вождів клану Гантер був замок Гантерстон.